# إيزابيل فرنك
إيزابيل فرنك (بالإسبانية: Isabel Franc) هي كاتِبة إسبانية، ولدت في 1955 في برشلونة في إسبانيا.